# Jastrabie pri Michalovciach
Jastrabie pri Michalovciach (slowakisch 1927–1960 „Jastrabie“ – bis 1927 „Jastrebie“; ungarisch Alsókánya – bis 1907 Jesztreb) ist ein Ort und eine Gemeinde im Okres Michalovce (Košický kraj) im äußersten Osten der Slowakei, mit 287 Einwohnern (Stand 31. Dezember 2024).

## Geographie
Der Ort liegt im Ostslowakischen Tiefland, 12 Kilometer von Michalovce entfernt.
Der Name ist der längste Ortsname in der Slowakei, mit 25 Zeichen ohne Leerzeichen (im Slowakischen jedoch 23, da das „ch“ als ein Buchstabe zählt).

## Geschichte
Jastrabie wurde zum ersten Mal 1448 schriftlich erwähnt und gehörte den Adeligen von Großmichel. Obwohl es im 15. Jahrhundert ein mittelgroßes Dorf war, verließen in den nächsten Jahrhunderten die Einwohner das Dorf, sodass 1715 die Siedlung nicht mehr existierte. Erst 1720 wurde der Ort wieder bevölkert. 1828 waren 51 Häuser und 408 Einwohner gezählt. Wie in der Vergangenheit, auch heute ist Jastrabie überwiegend ein landwirtschaftliches Dorf.

## Bevölkerung
| Jahr                | 1994 | 2004     | 2014     | 2024    |
| ------------------- | ---- | -------- | -------- | ------- |
| Anzahl der Personen | 286  | 338      | 293      | 287     |
| Unterschied         |      | +18,18 % | −13,31 % | −2,04 % |

| Jahr                | 2023 | 2024    |
| ------------------- | ---- | ------- |
| Anzahl der Personen | 289  | 287     |
| Unterschied         |      | −0,69 % |

## Bauwerke
- römisch-katholische Kirche aus dem Jahr 1934